# Grand Prix Południowej Afryki 1976
Grand Prix Południowej Afryki 1976 (oryg. South African Grand Prix) – druga runda Mistrzostw Świata Formuły 1 w sezonie 1976, która odbyła się 6 marca 1976, po raz 10. na torze Kyalami.
22. Grand Prix Południowej Afryki, 13. zaliczane do Mistrzostw Świata Formuły 1.